# Sales contest
Sales contest (soutěž obchodníků) je motivační program, který slouží jako nástroj k motivaci obchodníka nebo obchodního týmu k vynaložení lepších výsledků.
Motivační program podniku představuje důležitou roli v systému práce s lidmi v podniku s relativně vyhraněným zaměřením na pozitivní ovlivňování motivace zaměstnanců.
Hlouběji motivační program charakterizuje soubor pravidel, opatření a postupů, jejichž hlavním poslání je dosažení určité pracovní pozice, která je v souladu s cíli podniku. Z toho lze říci, že optimální přístup pracovníků v podniku k práci je zaměřený ve všech aspektech, které z hlediska podniku nabírají na důležitosti.
Soutěž je v tržní ekonomice často spojována s konkurencí buď mezi firmami nebo alespoň jedním dalším podnikem o stejnou skupinu zákazníků. Také se objevuje konkurence uvnitř jedné firmy. Zpravidla to bývá právě mezi obchodními týmy nebo jedinci o dosažení lepších výsledků. Hnacím motorem také bývá dosažení vyšší kvality výrobků nebo služeb, které firma vyrábí. 
Existují 3 typy soutěží, které slouží jako vnější motivace k vynaložení lepších výsledků a větších finančních odměn.
- Přímá soutěž – obchodníci soutěží mezi sebou navzájem a vyhrává pouze jedinec
- Týmová soutěž – obchodníci jsou rozděleni do týmů, ve kterých soutěží jako celek proti ostatním týmům
- Cíl – obchodníci jsou odměňováni za dosažení cílů, může být více výherců

Pokud jednotliví obchodníci navzájem spolupracující a jejich
vzájemná spolupráce vede ke společným výsledkům, či vyšší spokojenosti
zákazníků, je vhodné jejich spolupráci podporovat a jejich odměna může být
úměrně rozdělena. V případě menších skupin může být vhodné konstruovat skupinovou
odměnu za jejich provedené výkony. V případě větších skupiny může být
odměna rozdělena na individuální a skupinovou. Individuální, vážící se na dosažení
do individuálních výkonů a skupinová vážící se na dosažení cílů celé skupiny.
Avšak individuální a následně skupinová odměna by měla být probrána a
odsouhlasena se všemi účastníky.
Poskytování finančních odměn, ať to jsou individuální nebo
skupinové, může být doplněno vzájemným soutěžením jednotlivých obchodníků a
skupin o získání předem definovaných výhod (zaměstnaneckých). V tomto případě
se v mnoha případech dokazuje, že vhodnější formou soutěžení je soutěžení
mezi skupinami.
Armstrong uvádí, že „obecným cílem je podporovat dosažení strategických a krátkodobých cílů organizace tím, že pomáhá zabezpečit kvalifikovanou, oddanou a správně motivovanou pracovní sílu, kterou organizace vyžaduje."